# 八號斯巴達鎮區 (北卡羅萊納州厄齊康縣)
八號斯巴達鎮區（英語：Township 8, Sparta）是位於美國北卡羅萊納州厄齊康縣的一個鎮區。

## 地方資料
八號斯巴達鎮區的面積為100.50平方千米，皆為陸地。根據2020年美國人口普查的數據，當地共有人口1724人，而人口密度為每平方千米17.15人。